# Granny 3
 (mars 2025).
Motif : Aucune source secondaire
- Archive Wikiwix
- Bing
- Cairn
- DuckDuckGo
- E. Universalis
- Gallica
- Google
- G. Books
- G. News
- G. Scholar
- Persée
- Qwant
- (zh) Baidu
- (ru) Yandex
- (wd) trouver des œuvres sur Wikidata

| 1. | Préciser le motif de la pose du bandeau. | Précisez le motif de la pose du bandeau en utilisant la syntaxe suivante : {{admissibilité à vérifier\|date=mars 2025\|motif=remplacez ce texte par le motif}}                |
| 2. | Informer les utilisateurs concernés.     | Pensez à avertir le créateur de l'article, par exemple, en insérant le code ci-dessous sur sa page de discussion : {{subst:avertissement admissibilité à vérifier\|Granny 3}} |

Granny 3 est un jeu d'horreur indépendant développé et publié par DVloper. Il est sorti le 3 juin 2021 sur Android et le 22 août 2021 sur Windows.
Le joueur incarne une personne sans défense enfermée dans une maison entourée d’un fossé et d’un mur de briques. L’objectif du jeu est de s’échapper en trouvant des clés, en déverrouillant des portes et en résolvant diverses énigmes, tout en évitant Granny et Grandpa, qui traquent constamment le joueur. Le joueur dispose de cinq jours pour réussir ; s'il échoue, une cinématique montre Granny ou Grandpa le tuer. Il est possible de se cacher dans le décor pour échapper aux poursuivants.
Le jeu propose cinq niveaux de difficulté : Extrême, Difficile, Normal, Facile et Entraînement. En mode Entraînement, Granny et Grandpa sont absents, ce qui permet au joueur d’explorer librement et de tester différentes actions sans danger. Granny 3 est le seul jeu de la série à inclure Slendrina de manière active ; dans Granny 1 et Granny 2, elle n’apparaissait qu’en tant qu’easter egg.
Contrairement à ses deux prédécesseurs, Granny 3 n'a jamais été publié sur l'App Store. Selon le développeur, cela est dû au fait qu'Apple considérait que le jeu enfreignait ses règles.
Le jeu est la suite de Granny: Chapter Two, sorti en 2019.
Sur Google Play, Granny 3 a été téléchargé plus de 100 millions de fois.